# Sebrat
Sebrat (en serbe cyrillique : Себрат) est un village de Serbie situé dans la municipalité de Bujanovac, district de Pčinja. En 2002, il comptait 105 habitants, dont 104 Serbes (99,04 %).
En septembre 2011, l'assemblée des députés albanais de Preševo, Bujanovac et Medveđa a incité les Albanais de Serbie à boycotter le recensement prévu pour le mois d'octobre de cette année-là ; de ce fait, aucun chiffre de population n'a été communiqué pour les localités de la municipalité de Bujanovac.

## Démographie
| 1948 | 1953 | 1961 | 1971 | 1981 | 1991 | 2002 |
| ---- | ---- | ---- | ---- | ---- | ---- | ---- |
| 310  | 295  | 288  | 249  | 148  | 93   | 105  |

|  |